# 貝氏喙鯨
貝氏喙鯨，旧称贝尔氏喙鲸，有時又被稱為巨瓶鼻鯨，北太平洋瓶鼻鲸，巨四齿鲸，北太平洋四齿鲸以及北方四齿鲸。牠們是目前世界上最大的現生種喙鯨。1881年，俄羅斯一位地方首長Nicholas Grebnitzki在白令海發現未知的大型喙鯨頭骨，之後由學者Leonard Stejneger在1883年時提出學名。牠們一度曾被視為其近親阿氏貝喙鯨(Berardius arnuxii)的北方變種，直到1910年學者True F.在論文中提出完整樣本觀察報告，確認兩者是獨立的兩個物種。在日本外海，由於其龐大的體型且常在岸邊出現，使之成為商業捕鯨的目標，特別是在日本的千葉縣（chiba），貝氏喙鯨極具商業價值，多以新鮮鯨肉或肉乾販售。貝氏喙鯨在日本被稱為“tsuchi-kujira”（假名寫作“ツチクジラ”，漢字為“槌鯨”），“tsuchi”是一種形狀像瓶子的老式木槌，“kujira”意思是“鯨”。與其他喙鯨相同，貝氏喙鯨生存於較深的海域，對研究工作而言是一大挑戰。一直以來對牠們的研究主要來自於解剖日本捕捉到、或隨後在市場上販售的樣本。

## 基本資料
其他俗名：Farester Bottlenose Whale（英）、plevun（俄）、tcha-dhan、kigan agalusach（阿留申群島方言）
脊椎骨數量：頸椎7塊，胸椎10-11塊，腰椎12-13塊，尾椎17-19塊，總計47-49塊脊椎骨。
出生時身長體重：4.5-4.6m、體重未知
最大身長體重記錄：雄-約12m、10,000kg以上；雌-12.8m、11,000kg以上
壽命：雄 84年、雌 54年

## 外型特徵
貝氏喙鯨的身軀長而接近管狀，整體外觀粗壯但不肥胖，成年雌性略大於雄性，肚圍最寬處約為體長的50-60%。背鰭在比例上顯得相當小（高度約為體長的3%），位於背部中央後方，後緣筆直或內凹而呈鐮刀形，末端通常渾圓。胸鰭長度約為體長的8-13%，末端呈鏟狀或圓弧形。尾柄強壯有力，呈兩側扁平；尾鰭相當寬闊（兩側距離接近體長的26-30%），中央有凹刻。額隆明顯且呈球狀（但不如瓶鼻鯨般高聳），至嘴喙基部傾斜度變得較為平緩。嘴部曲線長而彎曲，末端彎曲上翹。由於下顎比上顎來得長，即使閉上嘴巴，下顎尖端的兩顆巨大三角形牙齒在嘴巴閉上時仍可清楚看見，另有兩顆較小的牙齒位於大牙後方，當牠們閉嘴時無法看見。不同於大多數喙鯨類，貝氏喙鯨無論雌雄都有明顯外露的牙齒。
由於貝氏喙鯨有以牙齒彼此磨擦身體的行為，體表常有長長的刮傷痕跡，多半自額隆後方開始延伸至背部與側腹，有時連腹部也有。未達性成熟的個體，外觀通常呈石板一般的淺灰色，傷痕通常很少；成熟個體體色會轉為深灰至黑色，傷痕明顯增多，至年老時由於傷痕的累積，外觀可能如大理石般斑駁。腹部常有雲霧狀的白色斑塊，特別是在喉嚨、肚臍與生殖裂附近。由於矽藻（diatom）附著的關係，外觀可能會呈現棕或淺綠褐色。

## 分布
貝氏喙鯨分布於北太平洋溫帶，並包括白令海、鄂霍次克海、日本海等周邊海域，其中以生活於日本周邊的族群研究最為深入。貝氏喙鯨多半於深層水域活動，只有在大陸棚非常狹窄的海域才會在近岸區出現。出現密度最高的地方為大洋中部且海底有斷崖或海底山脈的海域，多在北緯35度以北發現，一般而言不會在北緯34度以南出現，或是進入黃海（Yellow Sea）或東海（East China Sea）。在冬季與春季的鄂霍次克海，曾目擊到牠們在浮冰群中、有些甚至在其間的狹窄裂縫中游動。在北太平洋東部，貝氏喙鯨的分布由白令海南半部，沿阿留申群島，南至約北緯二十八度的加州外海，有時會進入加利福尼亞灣（Gulf of California）。

## 習性
雖然貝氏喙鯨被人類獵捕的歷史相當長久，但對於其族群的研究仍不夠深入。牠們通常會組成緊密的群體，一般達3至10頭左右，最多曾有50頭以上的記錄，會同時潛水與上浮；不過牠們偶爾會獨自行動，而且似乎沒有援助受傷同伴的習性。曾觀察到一個大群體分散為數個小群，一段時間後又回復原本的規模，這可能是未知的社交行為之一。科學家對一項事實感到迷惑：被捕獲的貝氏喙鯨中，2/3以上為雄性，理論上體型較大的雌鯨應該更容易成為捕鯨者的目標。該鯨種的擱淺記錄相當罕見，但在墨西哥曾經有1群7頭，包含4頭成年雄鯨與2頭成年雌鯨的小群體集體擱淺記錄。
貝氏喙鯨對於船隻等有較高的警戒心，牠們有時會有躍身擊浪、浮窺，以及胸鰭或尾鰭猛然拍擊海水表面等海面行為，但下潛時似乎不會揚起尾鰭（即所謂的鯨尾揚升）。牠們大多數的時間都在遠離海面的地方深潛，潛水時間通常在25-35分鐘左右，45分鐘以上也不算少見，已知最長可達67分鐘，可潛至2,400公尺深處，一般覓食深度約為1,000公尺。在海面停留的時間多半不超過5分鐘，換氣15次左右後會再次下潛，噴氣低矮而呈樹枝狀。牠們優秀的潛水能力似乎仍無法避開掠食者的侵襲，曾在日本外海捕獲的虎鯨胃中發現其殘骸，也曾在體表發現虎鯨留下的齒痕。

## 生殖
對於貝氏喙鯨的生殖狀況了解不多，交配期間約在每年10至11月，懷孕期可能為10或17個月，產期多位於3至4月之間，哺乳持續時間未知，雌鯨可能每2到3年才產1胎。牠們可能是鯨目中的特例之一，雄鯨比雌鯨更早達性成熟且活得更久，所以在族群中成年雄鯨的數量通常會比雌鯨來得多，老雄鯨可能在牠們的社群中扮演相當重要的角色。有些研究者推測，雄鯨會幫忙照顧已斷奶的幼鯨，如此一來可增加雌鯨的生育率。

## 食性
貝氏喙鯨主要捕食底棲性與中深層海域的生物，似乎以槍烏賊為主食，其他尚有魟、鼠尾鱈（rattail）、章魚等。偶爾也會捕食鯖魚、沙丁魚等魚類。日本外海在夏季與秋季時對牠們而言是重要的覓食場，因有親潮（Oyashio Current）流經而使該處具高生產力。

## 現狀
對於貝氏喙鯨的所有族群皆無可靠的統計資料，總數可能不到10,000頭。美國西海岸（不包括阿拉斯加周邊海域）僅約400頭；日本統計當地約有6,000頭，其中約有2/3位於太平洋沿岸，東日本海約1,260頭左右，而鄂霍次克海則有約660頭。貝氏喙鯨曾是商業捕鯨的對象，包括前蘇聯、加拿大、美國等皆曾少量捕捉，日本自17世紀在東京灣開始捕殺貝氏喙鯨，1840年以前年獲量多在25頭以下；至1891年引入捕鯨砲後捕鯨業開始在各地海域展開，第二次世界大戰結束後整個北太平洋都是其作業海域，估計在1948至1986年間日本捕殺了將近4,000頭貝氏喙鯨，其中以1952年最多，該年約有300頭被捕殺。目前（2002年資料）日本每年的捕鯨配額為日本海8頭、南鄂霍次克海2頭、太平洋沿岸52頭。